# Franciscus Livinus De Rouck
Franciscus Livinus De Rouck (Zottegem, 31 oktober 1764 - Gent, 23 november 1847) was een Belgische advocaat en politicus.

## Leven en werk
De Rouck was een zoon van Joannes Carolus De Rouck en Joanna Maria Theresia Magerman. Hij studeerde rechten en werd advocaat in Gent. Tot oktober 1820 was hij, namens de landeigenaren in het district Wetteren, lid van de Provinciale Staten van de Nederlandse provincie Oost-Vlaanderen. Van 17 oktober 1820 tot 18 oktober 1830 was hij lid van de Tweede Kamer der Staten-Generaal, als opvolger van P.N. Tack.
- Biografisch Portaal: 23548277
- Parlement.com: vg09lltrj6v0